# Martin Werlen
Martin Werlen OSB (ur. 28 marca 1962 w Geschinen) – szwajcarski duchowny katolicki, opat terytorialny Einsiedeln w latach 2001–2013.

## Życiorys
Wstąpił do opactwa benedyktynów w Einsiedeln i w nim złożył pierwsze śluby 7 października 1984, zaś śluby wieczyste 11 lipca 1987. Święcenia kapłańskie przyjął 25 czerwca 1988. Po święceniach rozpoczął studia z psychologii na Papieskim Uniwersytecie Gregoriańskim, ukończone w 1992 z tytułem licencjata. Po powrocie do opactwa został mistrzem nowicjatu, zaś rok później rozpoczął wykłady z psychologii w miejscowej szkole teologicznej, a w 1999 został w niej prefektem studiów.
21 listopada 2001 papież Jan Paweł II mianował go opatem terytorialnym Einsiedeln. Benedykcja odbyła się 16 grudnia 2001.
4 października 2013 papież Franciszek przyjął jego rezygnację z urzędu.